# Kuimasi
Kuimasi is een bestuurslaag in het regentschap Kupang van de provincie Oost-Nusa Tenggara, Indonesië. Kuimasi telt 2216 inwoners (volkstelling 2010).